# فرودگاه محلی تایلر پاوندز
فرودگاه محلی تایلر پاوندز (به انگلیسی: Tyler Pounds Regional Airport) یک فرودگاه همگانی با کد یاتا TYR است که یک باند فرود آسفالت دارد و طول باند آن ۲۱۹۴ متر است. این فرودگاه در شهر تایلر، تگزاس کشور ایالات متحده آمریکا قرار دارد و در ارتفاع ۱۶۵ متری از سطح دریا واقع شده است.

## شرکت‌های هواپیمایی و مقصدهای پروازی

### مسافری
| شرکت‌های هواپیمایی                                | مقصدهای پروازی |
| ------------------------------------------------ | -------------- |
| امریکن ایگل (اجرا توسط انووی ایر and ExpressJet) | دالاس-فورت ورث |

انووی ایر operating as امریکن ایگل serves Tyler with امبرائر ئی‌آرجی ۱۳۵/۱۴۰/۱۴۵ regional jets while ExpressJet Airlines, also operating as امریکن ایگل, serves the airport with بمباردیه سی‌آرجی ۱۰۰/۲۰۰ regional jets.